# Sibayo Jae
Sibayo Jae is een bestuurslaag in het regentschap Padang Lawas Utara van de provincie Noord-Sumatra, Indonesië. Sibayo Jae telt 56 inwoners (volkstelling 2010).